# Breaking Point (2009)
Breaking Point — профессиональное pay-per-view шоу рестлинга, организованное федерацией World Wrestling Entertainment (WWE), которое проходило 13 сентября 2009 года в «Белл-центре» в Монреале, Канада. На шоу участвовали представители всех трёх брендов: Raw, SmackDown и ECW. Название шоу было выбрано путём голосования среди фанатов WWE, которое проходило на официальном сайте. Другими вариантами названия были Submission Sunday, Total Submission и Submit & Quit. Во время мероприятия прошло семь поединков.
Во время шоу прошло более, чем одно главное событие. Концепцией этого шоу стало то, что каждое главное событие проходило по правилам болевых приёмов. Главными событиями стали поединки: СМ Панк против Гробовщика за титул чемпиона мира в тяжёлом весе, Джон Сина против Рэнди Ортона в поединке «Я сдаюсь» за титул чемпиона WWE и Наследие (Коди Роудс и Тэд Дибиаси) против D-Generation X (Triple H и Шон Майклз) в поединке болевые приёмы могут применяться везде.
Подписку на шоу оформило 169 000, которые посмотрели его по платным кабельным каналам. Этот показатель стал ниже, чем в прошлом году, когда шоу Unforgiven 2008 было куплено 211 000.

## Результаты
| #                                                      | Поединки | Условия | Время |
| ------------------------------------------------------ | --- | --- | ----- |
| Dark                                                   | Эван Борн победил Чаво Герреро                                                                                      | Поединок один на один                                                                                               | 05:00 |
| 1                                                      | Джери-Шоу (Крис Джерико и Биг Шоу) (c) победили Самую сильную команду в мире (Монтел Вонтевиус Портер и Марк Хенри) | Командный поединок за титул объединенных командных чемпионов WWE                                                    | 12:13 |
| 2                                                      | Кофи Кингстон (c) победил Миза                                                                                      | Поединок один на один за титул чемпиона Соединённых Штатов WWE                                                      | 11:56 |
| 3                                                      | Наследие (Коди Роудс и Тед Дибиаси) победили D-Generation X (Triple H и Шон Майклз)                                 | Болевые приёмы могут применяться везде                                                                              | 21:40 |
| 4                                                      | Кейн победил Великого Кали (с Ранджином Сингхом)                                                                    | Singapore Cane match                                                                                                | 05:50 |
| 5                                                      | Кристиан (c) победил Уильяма Ригала                                                                                 | Поединок за титул чемпиона ECW                                                                                      | 10:15 |
| 6                                                      | Джон Сина победил Рэнди Ортона (c)                                                                                  | Поединок «Я сдаюсь» за титул чемпиона WWE. Если кто-нибудь вмешается в поединок на стороне Ортона, он теряет титул. | 19:46 |
| 7                                                      | СМ Панк (c) победил Гробовщика*                                                                                     | Поединок болевых приёмов за титул чемпиона мира в тяжёлом весе                                                      | 08:52 |
| (c) - refers to the champion(s) heading into the match | | |       |

- Гробовщик проиграл, когда генеральный менеджер SmackDown! Тедди Лонг остановил матч несмотря на то, что Гробовщик не сдавался.